# Edinbane
Edinbane är en by på ön Isle of Skye i Highland, Skottland. Byn är belägen 10 km 
från Dunvegan. Orten har 344 invånare (2011).